# تیوگا (تگزاس)
تیوگا، تگزاس(به انگلیسی: Tioga, Texas) شهری در ایالت تگزاس از ایالات جنوبی ایالات متحده آمریکا است. در سرشماری سال ۲۰۰۰، جمعیت این شهر ۷۵۴ نفر اعلام شد.